# Opisthograptis emaculata
Opisthograptis emaculata là một loài bướm đêm trong họ Geometridae.